# Limba creolă haitiană
Creola haitiană, numită în creolă kreyòl (lang kreyòl ayisyen), iar în franceză le créole haïtien (sau le créole, ori l'haïtien) este o limbă creolă vorbită de 8,5 milioane de persoane în Haiti și de încă vreo 1,5 milioane de persoane în alte țări.
Creola haitiană este fondată pe limba franceză, cu influențe wolof, fon, éwé. Totuși, influența acestor limbi africane nu a fost prea mare, asupra dezvoltării limbii kreyòl.
Mulțumită eforturilor susținute de Félix Morisseau-Leroy, din 1961 limba creolă haitiană a fost recunoscută ca limbă oficială a statului Haiti, alături de limba franceză. Până atunci, limba franceză era unica limbă oficială a statului Haiti. Acest statut de limbă oficială a fost confirmat de către Constituția haitiană din 1987. Însă, utilizarea sa literară este anecdotică, dar în creștere. Mulți locutori sunt bilingvi și vorbesc atât creola cât și franceza, dar creola haitiană are un statut social inferior francezei. Creola haitiană este folosită în mass-media, ca de exemplu în ziare, la televiziune și la radio.

## Țări în care se folosește creola haitiană
Creola haitiană este vorbită în Haiti, Republica Dominicană, Statele Unite ale Americii, Canada, Guadeloupe, Martinica, Guyana Franceză și Bahamas. Este vorbită de circa 10 milioane de oameni, dintre care în Haiti de 8,5 milioane de persoane.

## Declarația Universală a Drepturilor Omului în creola haitiană

### Articolul 1
Atik 1
Tout moun sou tè a fèt tou lib. Tout gen menm valè (nan je lasosyete), tout moun gen menm dwa devan Lalwa. Tout moun fèt ak yon bonsans, tout fèt ak yon konsyans epi youn fèt pou trete lòt tankou frè ak sè.
Pentru comparație, redăm același articol în limba franceză și în traducere românească.
Article 1.
Tous les êtres humains naissent libres et égaux en dignité et en droits. Ils sont doués de raison et de conscience et doivent agir les uns envers les autres dans un esprit de fraternité.
Articolul 1.
Toate ființele umane se nasc libere și egale în demnitate și în drepturi. Ele sunt înzestrate cu rațiune și conștiință și trebuie să se comporte unele față de altele în spiritul fraternității.

## Variante
Se disting trei variante dialectale: creola de Nord (care include Cap-Haïtien), creola din Centru (între care capitala Port-au-Prince) și creola de Sud. Intercomprehensiunea dintre aceste trei variante de creolă haitiană rămâne ușoară, în ciuda diferențelor fonetice sau lexicale, mai ales că locuitorii țării vorbesc atât propriul dialect regional, cât și cel al Port-au-Prince din motive practice.

## Vocabularul limbii creole haitiene
Cea mai mare parte a lexicului creolei haitiene derivă din franceză. Cuvintele sunt pronunțate și scrise simplificat. În multe cazuri, articolele franceze „le”, „la”, „les”, „du”, ..., fuzioneză cu substantivul determinat, uneori pronuțându-se trunchiat.
Câteva exemple:
- bagay (franceză bagage: „bagaj”) - „bagaj”, „lucru”
- Bondye (fr. Bon Dieu /bõ.djø/: „Bunul Dumnezeu”) - „Dumnezeu”
- dèyè (fr. derrière /dɛ.ʁjɛʁ/) - „în spate”
- diri (fr. du riz /dy.ʁi/) - „orez”
- kle (fr. clé /kle/) - „cheie”
- kle kola (fr. clé /kle/, „cheie” + engleză cola) - „deschizător de sticle”
- lalin (fr. la lune /la.lyn/) - „luna” (corp ceresc)
- matant (fr. ma tante: „mătușa mea”) - „mătușa”
- nimewo (fr. numéro /ny.me.ʁo/) - „numărul”
- ozetazini (fr. aux États-Unis /o.ze.ta.zy.ni/: „în Statele Unite”) - „Statele Unite ale Americii”
- pwa (fr. pois /pwa/) - „mazăre”
- vwazen (fr. voisin /vwa.zɛ̃/) - „vecin”
- zwazo (fr. les oiseaux /le.zwa.zo/) - „păsările”
- zye (fr. les yeux /le.zjø/) - „ochii”

## Gramatica limbii creole haitiene

### Pronumele personal

#### Singular
- Pers. I: mwen / m'  (franceză: je; moi), (română: eu)
- Pers. II: ou / w  (franceză: tu), (română: tu)
- Pers. III: li / l (franceză: il), (română: el)

#### Plural
- Pers. I: nou / n'  (franceză: nous), (română: noi)
- Pers. II: ou / n'[7] (franceză: vous), (română: voi)
- Pers. III: yo / y'  (franceză: ils / elles), (română: ei / ele)

### Timpurile verbale ale creolei haitiene
Creola haitiană posedă 10 timpuri verbale, care provin toate din diverse dialecte franceze. Secțiunea următoare dă sensul fiecărui timp în franceză; ea examinează, de asemenea, originile lor etimologice. Verbul «Pale»<fr.parler "a vorbi" va fi utilizat ca exemplu.

#### Etimologia verbului «pale»
«Pale» provine din fr. parler, care, la rândul său, provine din cuvântul latinesc «fabulare». Consoanele [l] și [r] sunt amândouă lichide; anumite limbi, ca de exemplu coreeana, nu fac distincție între cele două sunete. Juxtapunerea celor două consoane lichide (cum este cazul în cuvântul «parler»), face destul de posibilă o eliziune, eliminarea uneia dintre ele. Creola haitiană a pierdut și [-r] final al verbului «parler», poate pentru că, din punct de vedere etimologic, sunetul [é] (-er) nu este prea îndepărtat de sunetul [e,].